# Rok eucharystyczny
Rok eucharystyczny to nazwa roku liturgicznego trwającego od października 2004 do października 2005, obchodzony przez katolików na całym świecie. Ogłoszony 10 czerwca 2004 przez Papieża Jana Pawła II, aby zachęcić do refleksji nad znaczeniem Eucharystii.